# Mihai Albu (baschetbalist)
Mihai Albu (n. 21 iunie 1938, Ludoș, România – d. 2 iulie 2017, Praga, Cehia) a fost un jucător și antrenor de baschet româno-german care a jucat peste 200 de meciuri internaționale pentru echipa națională masculină a României.

## Carieră
A fost selectat de profesorul Gorun din Sibiu pentru practicarea baschetului și a jucat la echipele Constructorul Sibiu, Știința Cluj și Dinamo București. A câștigat cinci titluri de campion național cu echipa Dinamo și a deținut gradul de locotenent în cadrul Ministerului Afacerilor Interne. Era recunoscur pentru eficiență și a obținut în trei rânduri (1960, 1963, 1965) titlul de coșgheter al României.
A făcut parte între anii 1961 și 1971 din lotul echipei naționale masculine a României (fiind, pentru o perioadă, căpitanul echipei), jucând în peste 200 de meciuri și participând la șase Campionate Europene. Cea mai bună clasare la un campionat european a fost locul 5. A fost selecționat de trei ori în echipa Europei și a jucat alături de jucători ca Emiliano Rodríguez⁠(d) și Carlos Sevillano⁠(d) în două meciuri: împotriva echipei italiene câștigătoare a Cupei Campionilor Europeni, Simmenthal Milano⁠(d), și împotriva unei selecționate iugoslave.
După Campionatul European din 1971⁠(d) de la Essen, a părăsit România și s-a stabilit în Germania, unde a jucar până în 1975 la echipa MTV Wolfenbüttel⁠(d). I s-a acordat cetățenia germană. După ce s-a retras, a devenit antrenor la MTV Wolfenbüttel (1975–1979 și 1981–1982) și a antrenat apoi echipele vest-germane TUS 04 Leverkusen⁠(d) și Braunschweig. După încheierea carierei de antrenor, a lucrat ca profesor de educație fizică la liceul THG din Wolfenbüttel.
După Revoluția Română din 1989, s-a întors în România. În 2016 a fost ales președinte de onoare al Clubului Sportiv Universitar Sibiu. A murit în urma unui atac de cord în Republica Cehă, fie într-un hotel din Praga, fie, conform unor surse, în timp ce se afla într-o mașină în drum spre România, după o vizită în Germania. A fost înmormântat în cimitirul din orașul Wolfenbüttel, Germania.

## Palmares

### Jucător
- Campion al României: 1965, 1968, 1969, 1970, 1971
- Cupa României: 1967, 1968, 1969
- Participare la FIBA All-Star Game 1966
- Cupa Germaniei⁠(d): 1972

### Antrenor
- Cupa Germaniei⁠(d): 1982
- Vicecampion al Germaniei⁠(d) : 1976

## Onoruri

### Distincții
- Ordinul „Meritul Sportiv” clasa a III-a (8 mai 1968) „pentru contribuția deosebită adusă la dezvoltarea mișcării de cultură fizică și sport și pentru merite deosebite în activitatea sportivă de performanță, cu prilejul împlinirii a 20 de ani de la înființarea Clubului sportiv «Dinamo»-București al Ministerului Afacerilor Interne”[5]

### Alte onoruri
- Maestru emerit al sportului[3][8]
- Inclus în 2011 în galeria „Legendele baschetului românesc”[8]
- Cetățean de onoare al orașului Sibiu[6][11]
- Octavian Rusu i-a dedicat o carte intitulată Mihai Albu, sub zodia zeului baschet (Ed. Semne, București, 2001)[9] (prin Hotărârea nr.157/2003) „pentru performanțele sportive, pentru acțiunile de sprijin a sportului sibian și pentru cele umanitare, concretizate în donații pentru Leagănul de copii din Sibiu”[6]